# Fernando Tissone
Fernando Damián Tissone Rodrigues (Quilmes, 24 de julho de 1986) é um futebolista argentino que atua como Volante. Joga pela equipe da Málaga.

## Carreira
Tissone passou pelo Lanús e também pela Atalanta. Ele também possui passaporte italiano.

## Seleção
Tissone poderia ser internacional para a Argentina, Itália ou até mesmo para Cabo Verde, porque o seu avô materno era de lá.

## Títulos
CD Aves
- Taça de Portugal: 2017–18